# Rec.Sport.Soccer Statistics Foundation
Rec.Sport.Soccer Statistics Foundation (RSSSF) — международная любительская организация, занимающаяся сбором статистических данных о футболе. Цель фонда — создание исчерпывающего архива информации, связанной с футболом, со всего мира.

## История
Организация, по словам основателей, была создана в январе 1994 года на платформе компьютерной сети «Usenet» тремя завсегдатаями «Rec.Sport.Soccer» (RSS): Ларсом Орхусом, Кентом Хедлундхом и Карелом Стоккермансом. Первоначально она называлась «North European Rec.Sport.Soccer Statistics Foundation», а географическая привязка была упразднена после прихода участников из других регионов.
Сегодня в деятельности RSSSF участвуют люди со всего мира, фонд открыл семь дочерних проектов, которые более пристально следят за лигами конкретных стран. Подобные проекты посвящены Албании, Бразилии, Дании, Норвегии, Польше, Румынии, Уругваю и Венесуэле.
Эта организация на протяжении многих лет была тесно связана с RSS, и она по-прежнему хранит архив (обновлялся 15 июня 2003 года) с данными о том, что некоторые участники RSSSF писали лучшие статьи для RSS.